# Vimentina
Vimentina es una de las proteínas fibrosas que forman los filamentos intermedios del citoesqueleto intracelular en particular de células embrionarias, ciertas células endoteliales, así como en las células sanguíneas. Los monómeros de vimentina se enrollan una con la otra formando una fibra estable lo cual es crítico para sus labores. 
Su función principal es la de proveer un ancla para el soporte de los orgánulos intracelulares (por ejemplo, la mitocondria, retículo endoplasmático, etc). Junto con otros filamentos intermedios mantienen la integridad física de la célula. También participan en algunas uniones intercelulares (desmosomas).
La vimentina es también usado como un marcador de ciertos tumores y melanomas.
- Datos: Q411624